# 1937-es magyar atlétikai bajnokság
Az 1937-es magyar atlétikai bajnokságon, amely a 42. magyar bajnokság volt, újabb két számmal bővült a program, a férfi kalapácsvetéssel és a női 200 m-es síkfutással.
- 1937. március 21., Káposztásmegyer: mezei futás
- 1937. augusztus 14–15., BSZKRT pálya: férfi számok
- 1937. szeptember 8–9., BBTE pálya: tízpróba
- 1937. szeptember 18–19., BEAC pálya: váltó és csapatszámok

## Eredmények

### Férfiak
| Versenyszám          | Arany                                                                         | Arany     | Ezüst                                            | Ezüst     | Bronz                                        | Bronz     |
| -------------------- | ----------------------------------------------------------------------------- | --------- | ------------------------------------------------ | --------- | -------------------------------------------- | --------- |
| 100 m                | Gyenes Gyula MAC                                                              | 10,6      | Kovács József BBTE                               | 10,6      | Ember László DEAC                            | 10,7      |
| 200 m                | Gyenes Gyula MAC                                                              | 21,6      | Görkói János BBTE                                | 22,0      | Minai Márió MAC                              | 22,4      |
| 400 m                | Kovács József BBTE                                                            | 49,6      | Görkói János BBTE                                | 49,7      | Vadas József MAC                             | 49,7      |
| 800 m                | Szabó Miklós MAC                                                              | 1:54,2    | Harsányi G. BBTE                                 | 1:54,8    | Aradi János DEAC                             | 1:55,0    |
| 1500 m               | Szabó Miklós MAC                                                              | 3:57,6    | Harsányi G. BBTE                                 | 3:58,2    | Istenes Gusztáv MAC                          | 3:59,6    |
| 5000 m               | Kelen János BBTE                                                              | 15:07,6   | Csaplár András MAC                               | 15:08,6   | Esztergomi BSzKRT                            | 15:09,8   |
| 10 000 m             | Kelen János BBTE                                                              | 31:40,4   | Szilágyi Jenő Újpesti TE                         | 31:53,2   | Hernádi Ferenc TSE                           | 32:28,8   |
| 110 m gát            | Kovács József BBTE                                                            | 15,2      | Szabó Endre MAC                                  | 15,5      | Dombóvári Sándor MAC                         | 16,1      |
| 200 m gát            | Kovács József BBTE                                                            | 24,3      | Héjjas István BSzKRT                             | 25,6      | Pálfy Tihamér MTK                            | 25,8      |
| 400 m gát            | Héjjas István BSzKRT                                                          | 56,6      | Margó György BBTE                                | 57,0      | Polgár Jenő BBTE                             | 57,2      |
| 50 km gyaloglás      | Fehér Dezső Ferencvárosi TC                                                   | 5:28:27   | Farkas Zoltán Ferencvárosi TC                    | 5:28:54   | Hajdú Miklós Ferencvárosi TC                 | 5:58:35   |
| magasugrás           | Bódosi Mihály BBTE                                                            | 190 cm    | Kerkovits Antal BBTE                             | 184 cm    | Solyom György KEAC                           | 180 cm    |
| távolugrás           | Koltai Henrik BBTE                                                            | 711 cm    | Gyuricza István BSzKRT                           | 696 cm    | Horváth Vilmos PAC                           | 673 cm    |
| hármasugrás          | Horváth Vilmos PAC                                                            | 14,56 m   | Dusnoki Géza MAC                                 | 14,55 m   | Somogyi László BBTE                          | 14,51 m   |
| rúdugrás             | Zsuffka Viktor MAC                                                            | 390 cm    | Bácsalmási Péter BEAC                            | 390 cm    | Csányi Zoltán MAC                            | 380 cm    |
| súlylökés            | Csányi Zoltán MAC                                                             | 14,42 m   | Horváth István MAC                               | 14,14 m   | Varró József VRE                             | 14,00 m   |
| diszkoszvetés        | Madarász Endre BSZKRT                                                         | 47,06 m   | Kulitzy Jenő BBTE                                | 45,96 m   | Remetz József MRTSE                          | 45,31 m   |
| gerelyhajítás        | Várszegi József Testnevelési Főiskola                                         | 67,48 m   | Makkay Gyula BBTE                                | 62,72 m   | Csányi Barna MAC                             | 59,13 m   |
| kalapácsvetés        | Kemény Gábor BSZKRT                                                           | 44,05 m   | Bertalan György MAC                              | 35,26 m   | Mészáros Mihály DVSC                         | 32,25 m   |
| tízpróba             | Bácsalmási Péter BEAC                                                         | 6212      | Cziráki Ferenc Újpesti TE                        | 5559      | Eördögh Pál PEAC                             | 5516      |
| maraton              | Mucsi József PSE                                                              | 3:03:00,0 | Kiss G. MBTSE                                    | 3:06:35,4 | Zelenka I. SBTC                              | 3:10:00,8 |
| mezei futás          | Kelen János BBTE                                                              | 32:33,6   | Esztergomi Mihály BSzKRT                         | 33:17,0   | Simon István BSzKRT                          | 33:22,0   |
| 4 × 100 m            | BBTE Görkói János Paizs János Kovács József Sír József                        | 41,7      | MAC Nagy Minai Gyenes Vadas                      | 42,3      | Újpesti TE Cziráki Forgács Sándor Regős I.   | 43,1      |
| 4 × 200 m            | BBTE Görkói János Polgár Jenő Sír József Kovács József                        | 1:27,1    | MAC Minai Vadas Nagy Gyenes                      | 1:27,7    | Újpesti TE Cziráki Morva Forgács Sándor      | 1:31,4    |
| 4 × 400 m            | BBTE Harsányi Gusztáv Görkói János Sír József Kovács József                   | 3:19,8    | MAC Zábolyi Minai Gyenes Vadas                   | 3:20,4    | BBTE Czeglényi Polgár Krasznai Ébers         | 3:26,8    |
| 4 × 800 m            | MAC Gombos Gerzson Vörös Viktor Istenes Gusztáv Szabó Miklós                  | 7:53,6    | BBTE Harsányi Czeglényi Krasznai Margó           | 7:55,2    | Újpesti TE Sárvári II. Kiss I. Kosa Hires    | 8:09,8    |
| 4 × 1500 m           | MAC Csaplár András Istenes Gusztáv Rátonyi Sándor Szabó Miklós                | 16:42,2   | Újpesti TE Szilágyi Sárosi Görög Eper            | 17:02,8   | PEAC Jávori Fodor Egresi Kodolányi           | 18:18,6   |
| 5000 m csapat        | MAC Szabó Miklós Németh Béla Csaplár András Rátonyi Sándor Vörös Viktor       | 28 pont   | Újpesti TE Szilágyi Görög Eper Sárosi 10 Kosa    | 34 pont   | BSzKRT Esztergomi Tarsoly Ligeti Goótz Simon | 68 pont   |
| magasugrás csapat    | BBTE Kerkovits Antal Koltai Henrik Bőhm Antal Késmárki Kornél Udvardi Sándor  | 171 cm    | BSzKRT Gyuricza Rozsnyai Csató Deák Holló        | 167 cm    | MAC Csányi Losonczy Zsuffka Somló Papp       | 163 cm    |
| távolugrás csapat    | MAC Csányi Zoltán Dusnoki Géza Balogh Lajos Nagy Géza Dombóvári Sándor        | 656,8 cm  | BSzKRT Gyuricza Holló Deák Kiss Csató            | 639 cm    | BBTE Koltai Somogyi Albusz Kerkovits Pászti  | 635,8 cm  |
| súlylökés csapat     | MAC Darányi József Csányi Zoltán Horváth István Kovách Gyula Papp Pál         | 13,60 m   | BSzKRT Reiszky Madarász Kemény Csató Deák        | 12,07 m   | BBTE Kulitzy Kiss Kerkovits Késmárki Rábai   | 11,56 m   |
| diszkoszvetés csapat | MAC Darányi József Horváth István Bertalan György Rózsa László Csányi Zoltán  | 41,01 m   | BSzKRT Madarász Reiszky Deák Kemény Szekrényessy | 39,56 m   | BBTE Kulitzy Rábai Kiss Mányoki Somogyi      | 37,49 m   |
| mezei futásc sapat   | BSzKRt Esztergomi Mihály Simon István Ligeti István Csaba István Goótz István | 34 pont   | Újpesti TE Szilágyi Görög Kosa Hires Eper        | 39 pont   | TSE Hernádi Matus Darázs Főző Gomola         | 104 pont  |

### Nők
| Versenyszám   | Arany                                                                            | Arany   | Ezüst                              | Ezüst   | Bronz                               | Bronz   |
| ------------- | -------------------------------------------------------------------------------- | ------- | ---------------------------------- | ------- | ----------------------------------- | ------- |
| 100 m         | Fehér Sarolta PhSE                                                               | 13,4    | Nagy Rózsi GFB                     | 13,7    | Widder Györgyi Olimpia              | 13,8 3. |
| 200 m         | Nagy Rózsi GFB                                                                   | 27,7    | Fehér Sarolta PhSE                 | 28      | Widder Györgyi Olimpia              | 29      |
| 80 m gát      | Vértessy Katalin BBTE                                                            | 13,4    | Kael Anna Testnevelési Főiskola    | 13,7    | Barcza Erzsébet Olimpia             | 14,3    |
| magasugrás    | Csák Ibolya NTE                                                                  | 160 cm  | Szentkirályi Margit BEAC           | 135 cm  | Reindl Erzsébet MTE                 | 130 cm  |
| távolugrás    | Csák Ibolya NTE                                                                  | 511 cm  | Szentkirályi Margit BEAC           | 489 cm  | Fehér Sarolta PhSE                  | 482 cm  |
| súlylökés     | Kael Anna Testnevelési Főiskola                                                  | 10,30 m | Harangozó Mária PeSC               | 9,87 m  | Barcza Erzsébet Olimpia             | 9,18 m  |
| diszkoszvetés | Kael Anna Testnevelési Főiskola                                                  | 30,05 m | Krammer Margit NTE                 | 29,30 m | Barcza Erzsébet Olimpia             | 26,00 m |
| gerelyhajítás | Lamos Margit MTE                                                                 | 31,05 m | Krammer Margit NTE                 | 28,57 m | Barcza Erzsébet Olimpia             | 27,10 m |
| 4 × 100 m     | Munkás Testedző Egyesület Lampel Margit Babai Margit Lőrinczi Aranka Deák Aranka | 53,7    | Olimpia Székely Barcza Kiss Widder | 54,1    | Olimpia Kárpáti Régei Kuti Zsigmond | 59,2    |

### Magyar atlétikai csúcsok
- 1500 m 3:48,6 Ecs. Szabó Miklós MAC Budapest 10. 3.
- 2 mérföld 8:56,0 Vcs. Szabó Miklós MAC Budapest 9. 30.
- 100 m 10,4 ocs. Gyenes Gyula MAC Budapest 8. 8.
- 400 m 47,7 ocs. Kovács József BBTE Budapest 10. 10.
- 1500 m 3:48,6 ocs. Szabó Miklós MAC Budapest 10. 3.
- 3000 m 8:17,8 ocs. Szabó Miklós MAC Stockholm 7. 31.
- tízpróba 6762 ocs. Bácsalmási Péter BEAC Budapest 7. 14-15.
- 4 × 200 m 1:27,4 ocs. Budapesti Budai Torna Egylet férfi váltó (Görkói János, Polgár Jenő, Sir József, Kovács József) Budapest 9. 19.
- 4 × 800 m 7:49,8 ocs. Magyar Atlétikai Club férfi váltó (Gombos Gerzson, Istenes Gusztáv, Vadas József, Szabó Miklós) Budapest 5. 27.
- Olimpiai váltó (400, 200, 200, 800 m) 3:27,2 ocs. Magyar Atlétikai Club férfi váltó (Vadas József, Nagy Géza, Gyenes Gyula, Szabó Miklós) Budapest 9. 26.